# Jacques Groag

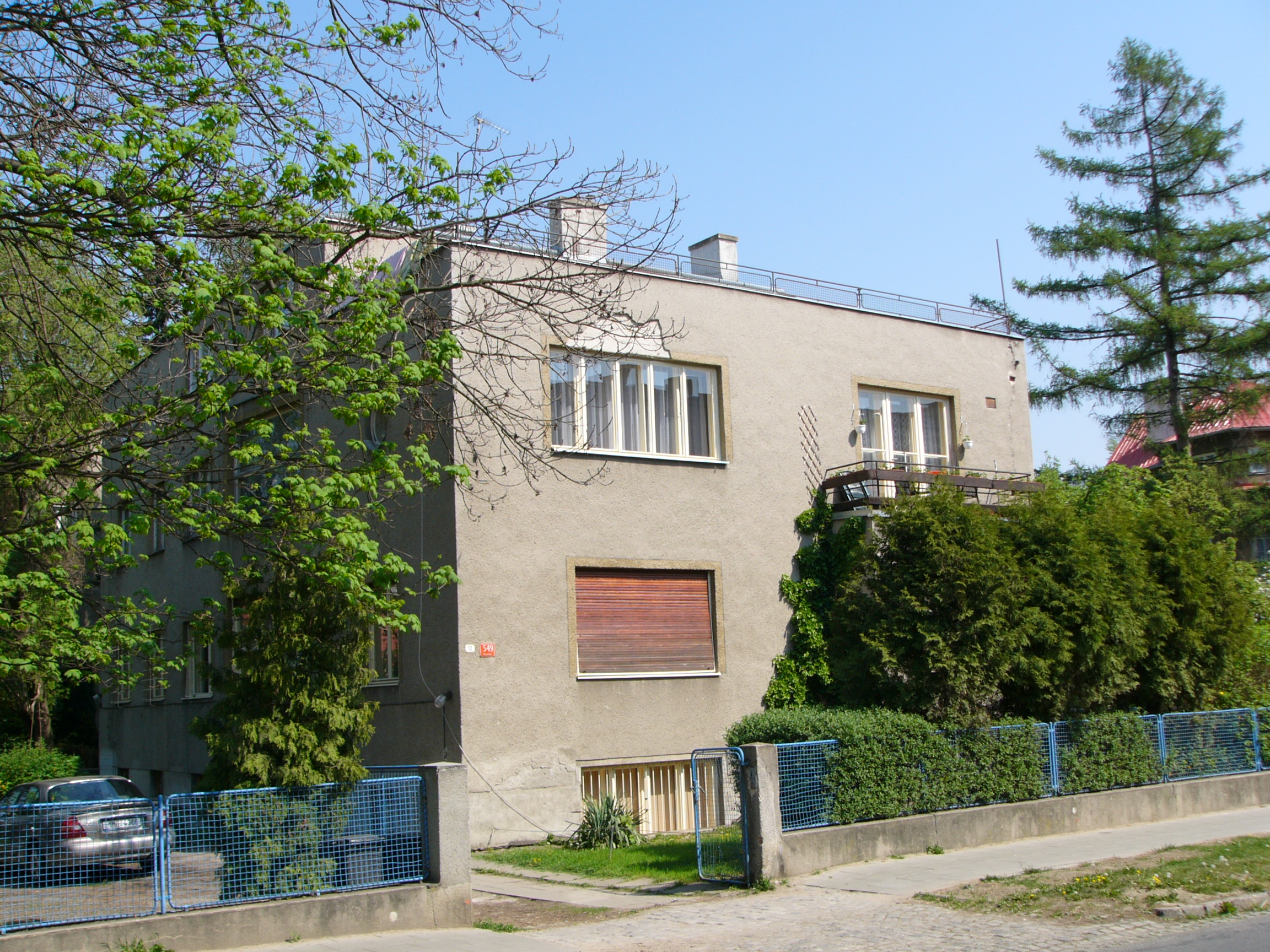
Vila Briess v Olomouci

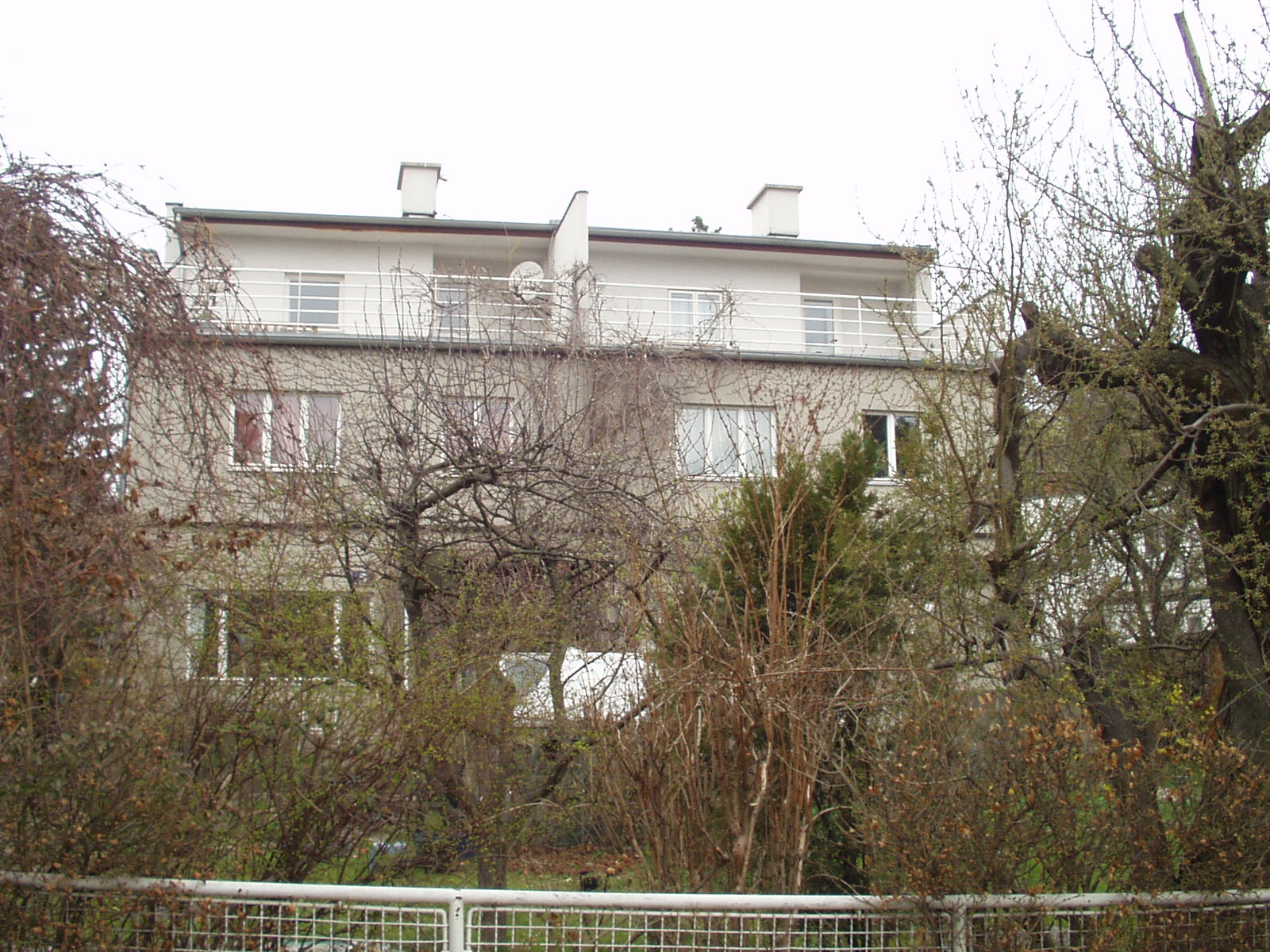
Werkbundsiedlung Vídeň

Jacques Groag (někdy nesprávně uváděn jako Jaques, 5. února 1892, Olomouc – 28. ledna 1962, Londýn), byl architekt a interiérový návrhář, původem z Moravy.

## Život

### Mládí
Jacques Groag se narodil roku 1892 v Týnečku u Olomouce. Vyrůstal v dobře situované asimilované židovské rodině, která provozovala prosperující sladovnu. Mezi jeho příbuzné patřily i další známé nebo veřejně činné osobnosti. Bratr Emanuel „Emo“ Groag, jenž později řídil rodinnou sladovnu, byl zručným kreslířem a karikaturistou. Sestra Johanna se vdala za rakouského dirigenta Heinricha Jalowetze. Bratranec Heinrich Groag byl v meziválečném období uznávaný brněnský advokát a pacifista, který působil na domácí i mezinárodní scéně. Synovec Willi Groag je znám pro svou humanitární činnost v terezínském ghettu během druhé světové války. 
Po maturitě na německém gymnáziu v Olomouci a absolvování vojenské služby odešel Jacques Groag v roce 1910 do Vídně studovat stavitelství k Adolfu Loosovi, uznávanému rakouskému architektovi moravského původu. Během první světové války, která přerušila jeho studia, sloužil u dělostřelectva.
Už během studia na německém gymnáziu v Olomouci se Jacques Groag aktivně stýkal s jinými místními židovskými intelektuály. Mezi jeho kumpány patřil například Paul Engelmann, Max Zweig a další později známé osobnosti. Ve Vídni mezi jeho známé patřili Karl Kraus, Adolf Loos, Stefan Zweig. Přesto, že se po válce natrvalo ubytoval ve Vídni, přijal po rozpadu Rakousko-Uherska československé občanství.

### Kariéra
Od poloviny 20. let 20. století se Groag začal věnovat samostatné tvorbě. Současně spolupracoval s vídeňskými architektonickými kancelářemi. Celá řada jeho staveb dodnes stojí i v Olomouci. – Například návrh rodinné vily Groagových na Mozartově ulici (1927), rodinný dům rodiny Bergmanovy (Vídeňská 18), interiér bytu Dr. Ing. Waltera Pollacka (Resslova ul. 19), vila manželů Briessových (Na Vozovce 12), vila Ing. Rudolfa Seidlera (Václavkova 2) a jiné (viz Architektura Olomouce).
Podle Groagova návrhu byly také realizovány také vily v Ostravici, Skoczově (Polsko) a na pražském Smíchově. Původního ducha si do dnešních dnů udržují jen některé Groagovy stavby. Leckteré byly poškozeny nešetrnými opravami, jiné nepřečkaly drsný kapitalismus po roce 1990.
Po anšlusu Rakouska v roce 1938 utekl Jacques Groag spolu s manželkou na několik měsíců do Prahy, odkud ale museli před postupujícími nacisty brzy utíkat do Velké Británie. Tam se Groag i přes počáteční jazykové potíže věnoval především úpravám interiérů a užitnému nábytkářskému designu. Nemožnost věnovat se architektuře u něj na sklonku života vyvolávala deprese. Zemřel na srdeční infarkt.

### Osobní život
Manželkou Jacquese Groaga byla pražská rodačka Hilde Blumberger, rozená Picková (1903–1986), textilní designerka, s níž se seznámil ve Vídni. V literatuře je rovněž zmiňována jako Jacqueline Groag, což bylo jméno, které užívala po odchodu do Velké Británie.
Manželství manželů Groagových bylo bezdětné. Pozůstalost Jacquese a Jacqueline Groagových je uložena v prestižním Victoria and Albert Museum v Londýně.

## Dílo
V roce 1926 Jacques Groag si otevřel ve Vídni Döblingu vlastní projekční kancelář mezi prvními významnými zakázkami byla vila pro jeho bratra Emanuela v Olomouci.
- 1923 rekonstrukce sladovny Groag, Olomouc
- 1926–1929 Wittgensteinova vila, Vídeň, spolupráce na projektu s Paulem Engelmannem a Ludwigem Wittgensteinem
- 1927 vila Möller, Vídeň (spolupráce Adolf Loos)
- 1927 vila Groag, Olomouc, Mozartova 36
- 1928 budova tenisového klubu Heller, Vídeň (spolupráce Franz Singer a Friedl Dicker)
- 1939 vila Bergmann, Olomouc, Vídeňská 18
- kolem 1930 rekreační vila filmové a divadelní hvězdy Liane Haid, Neuwaldegg, Dolní Rakousy (přestavba a interiér)
- 1931 interiér bytu Dr. Ing. Waltera Pollacka, Olomouc, Resslova ul. 19
- 1933 vila Pauly a Hanse Briessových, Olomouc, Na Vozovce 12
- 1933 vila Dr. Gustava Sterna, Perchtoldsdorf, Dolní Rakousy
- 1935 vila Ing. Rudolfa Seidlera, Olomouc, Václavkova 2
- 1935 sladovna Týneček u Olomouce
- 1935 vila filmové herečky Pauly Wessely, Vídeň, (přestavba a interiér)
- 1935–1936 rekreační vila Dr. Otto Eislera, Ostravice 465
- 1936 vila Hanse Briesse,Olomouc, Wellnerova 21
- 1937 vila Spitzer, Skoczow, Polsko
- 1937 aerodynamicky koncipovaná benzínová pumpa, Brno
- 1937–1938 dělnické domy chemických závodů v Moravské Ostravě
- 1938 rodinný dům Gustava Šebora, Praha. Na Hřebenkách 41